# محمد العرجوني
محمد العرجوني هو كاتب ومترجم مغربي.

## سيرة ذاتية
ولد محمد العرجوني في 14 أبريل 1951م، وحصل على الإجازة في اللغة الفرنسية وآدابها بالمعادلة بالمدرسة العليا للأساتذة بنيس في فرنسا. وهو عضو مؤسس في المقهى الأدبي أرابيسك، وفي المقهى الأدبي بوجدة (مقهى فضاء الياسمين ومقهى لاميرابيل)، وفي المقاهي الأدبية بالسعيدية، وفي الصالون الأدبي بمركز الدراسات والبحوث الاجتماعية والإنسانية بوجدة، وفي الفضاء المغاربي بالجزائر سنة 2002م. وعضو في الهيئة العلمية لمجلة المعرفة التاريخية بالقنيطرة، وفي وحدة الترجمة بمركز الدراسات والبحوث الإنسانية والاجتماعية بوجدة. وعضو في مؤسسة الجامعات الشعبية بالمغرب، وعضو شرفي بدار نعمان للثقافة في لبنان، وعضو هيئة تحرير مجلة Oriental fm الصادرة من وجدة. وكاتب عام للشبكة الوطنية للمقاهي الثقافية بالمغرب، ورئيس سابق للجمعية المهنية التربوية: «جمعية الإدارة التربوية»، ونائب سابق لرئيس جمعية منتدى رحاب للثقافة والتضامن والتنمية بوجدة، ومراسل سابق لجريدة العمل الديمقراطي وجريدة المنظمة وجريدة Libération.

## أعماله
في الرواية:
- Amphion matricule 4892، عن مطبعة جسور في وجدة، المغرب، الطبعة الثانية عام 2015م، أما الأولى عام 2008م عن الرباط نت.
- l'incube، عن مطبعة جسور في وجدة المغرب ، الطبعة الثانية عام 2015 م، أما الطبعة الأولى عام 2008م عن الرباط نت، المغرب
- Narcisse des eaux usées-Oujda، عن مطبعة جسور في وجدة، المغرب  عام 2016م.

في الترجمة:
- - ت
  - باط
  - 2019
  - تاريخ المغرب. مع مجموعة أساتذة. مطبعة رباط نت. الرباط 2019
- قطوف، florilège 2, Édition Polyglotte, Paris novembre 2021
  - قطوف2  Florilège 2   édition polyglotte-Paris novembre 2021
- تاريخ المغرب، مع مجموعة من الأساتذة، مطبعة رباط نت، الرباط، المغرب 2019
- قطوف نسائية florilège au féminin، دار النشر، مقاربات، 2018، فاس، المغرب
- Bensameh Derouich, les tablettes de Khansassa, Ed. Edilivre, Paris, 2015
- Bensameh Derouich: Les tablettes de Khansassa, Edilivre, paris 2015
- Maamr Bakhtaoui- Les enfants de la nuit, Edilivre, Paris 2011
- Eclats de rire: Bensameh Derouich- Ministère de la culture 2010.
- - Un cabas de fruits-: M’hamed Najar – Poète Tunisien L’Harmattan 2009.

في الشعر:
- «سماء أخرى تظلنا»، عن مطبعة جسور في وجدة عام 2013م، وعن منشورات المقهى الأدبي، (ديوان جماعي).
- «مراتيج باب البحر»، عن إفريقية للنشر في تونس عام 2009م. (جماع ديوان).

في النقد:
- «القصيدة المغربية وأفق القراءة» (كتاب جماعي)، عن منشورات المقهى الأدبي في شتنبر 2014م، بوجدة.

كتابات في الفنون التشكيلية:
- كتابات تقديمية لبعض الفنانين التشكيليين والفوتوغرافيين..منشورة بالكاتالوجات الخاصة بمعارض، لوحات هؤلاء الفنانين: محمد تاغزوت، اليزيد خرباش، محمد كتوي، إبراهيم حمامي، ادريس رحاوي...

## الجوائز
حصل محمد العرجوني على جائزة نعمان للآداب بلبنان عن رواية: «L’incube» سنة 2003م.